# Фрілка
Фрі́лка (ін. назви — фре́ла, фуя́рка, фія́рка, флоя́рка, флоє́рка, фре́ло) — український музичний духовий інструмент, поширений на Гуцульщині та на гуцульсько-покутському помежів’ї. Зменшений варіант флояри (флоє́ри, фуя́ри). Такого типу дерев’яний музичний інструмент з різною назвою був у багатьох древніх народів, а походження його назви в Карпатському регіоні пов’язане з пастухами-волохами, молдованами та з південними слов’янами.

## Опис
На вигляд фрілка — це трубка завдовжки 30-40 см без денця-корка, має шість дірок-ігрових отворів. Колись фрілки масово виготовляли тільки з дерева (слива, явір), але оскільки дерев’яні фрілки швидше кололися, то в нові часи почали робити металеві (алюміній, рідше латунь). Грають, дотуливши кінець фрілки до губ, видобуваючи відповідний звук. У діалекті кажуть «гра́ти у фрі́лку», а не грати «на фрілці».
Фрілку використовували як індивідуальний музичний інструмент пастухи або заробітчани-лісоруби, ним супроводжували коляду під час Різдвяних свят або ж спів на толоках та на різних оказіях. Проте найчастіше фрілку вживали і вживають у весільних гуртах, де вона подібно до скрипки вела основну мелодію. Для швидкого й довгого танцю «Гуцулка» музики часто брали дві фрілки і відповідно до зміни тональностей брали ту чи іншу.

### Хроматична фрілка
У новіші часи фрілку ввели в ансамблі народних інструментів. Відомий етноорганолог, заслужений майстер народної творчості України Михайло Тимофіїв з Коломиї ще 1974 р. подав ідею удосконалити фрілку, створивши хроматичну фрілку на десять дірок-ігрових отворів. Це дало можливість інструменту виконувати не лише традиційні народні мелодії, але й твори світової класики.

## Музики
Музик, які грають на фрілці, називають сопілкарями, зрідка сопілешниками. Найліпшими музиками-виконавцями на фрілці на Гуцульщині були Юрій Луцак, Василь Луцак і Михайло Мацьків з Печеніжина, Микола Кущак з Великого Ключева, Дмитро Левицький з с. Космача, Михайло Тимофіїв та Василь Попадюк з с. Мишина. Провідними музиками у наші дні є: Лук’ян Андрусяк з с. Мишина, Микола Варцаб’юк з с. Космача, Микола Стефурак з Печеніжина, Юрій Сорохманюк з Яремчі та ін.

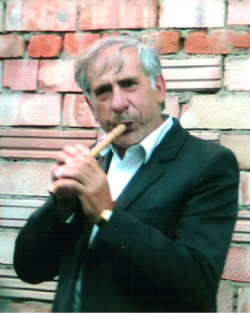
Один з найсильніших музик, які грають у фрілку, Лук'ян Андрусяк з с. Мишина

Самобутній музика Юрій Грабовецький з Печеніжина на Крайовому конкурсі народних інструментів та індивідуальних виконавців (Львів, 1943 р.) отримав перше місце за виконання на фрілці власної композиції «Пташиний спів». Віртуоз-музикант з с. Мишина Василь Попадюк був провідним сопілкарем України, грав в оркестрі Національного ансамблю ім. Г. Верьовки, мав звання «Народний артист України».
У діаспорі (м. Детройт, США) грав на фрілці у 1960-их—1970-их на концертах уродженець с. Мишина Михайло Миронюк. Іноді він виступав разом з відомою капелою бандуристів ім. Т. Шевченка. 